# Línea 76 (Buenos Aires)
La línea 76 de colectivos es una línea de transporte automotor urbano que circula en la Ciudad de Buenos Aires. Une Nueva Pompeya con la Estación Luis María Saavedra de la Línea Mitre de trenes.
La línea es operada junto a las líneas 56, 91 y 135 por la empresa Transportes Lope de Vega S.A.C.I, que pertenece al Grupo DOTA. Cuenta con colectivos carrozados por TodoBus y Metalpar, los cuales tienen aire acondicionado y son aptos para personas con movilidad reducida.

## Historia
La línea 76 fue inaugurada el 8 de diciembre de 1943 por la Comisión Nacional de Control de Transportes, comenzó a prestar sus servicios con 23 colectivos usados de otras líneas.
El 24 de marzo de 1960 fue aprobado por el gobierno, una extensión de su recorrido hacia el Puente Uriburu por el sur y hacia la intersección de las calles Pico y Tronador en el norte.
En 1961, adoptó la ración social "Línea 76 S.A." Además de que obtuvo el control de la línea 165, pero varios años después está volvió a desvincularse.
En 1998, "Línea 76 S.A." comenzó a ser parte del Grupo DOTA y en 2002, este decidió cambiar a Línea 76 S.A. su prestataria original, por Transportes Lope de Vega, quien se distinguía por operar a la línea 135.

## Recorrido
Desde Nueva Pompeya a Saavedra
Desde ECHAURI y MOM por MOM, AVENIDA SÁENZ Oeste, 27 DE FEBRERO, AVENIDA SÁENZ Este, AVENIDA AMANCIO ALCORTA, ROMERO, BEAZLEY, AVENIDA INTENDENTE FRANCISCO RABANAL, AVENIDA LAFUENTE, FRUCTUOSO RIVERA, JOSÉ MARTI, AVENIDA FRANCISCO FERNÁNDEZ DE LA CRUZ, AVENIDA VARELA, AVENIDA PERITO MORENO, AVENIDA VARELA, BALBASTRO, AVENIDA LAFUENTE, AVENIDA SAN PEDRITO, ingreso a carriles exclusivos CENTRO DE TRASBORDO FLORES, carriles exclusivos CENTRO DE TRASBORDO FLORES, salida de carriles exclusivos CENTRO DE TRASBORDO FLORES a la altura de la calle CULPINA, AVENIDA RIVADAVIA, CURAPALIGÜE, CORONEL RAMÓN L. FALCÓN, MALVINAS ARGENTINAS, AVENIDA RIVADAVIA, MORELOS, YERBAL, AVENIDA TENIENTE GENERAL DONATO ÁLVAREZ, NEUQUÉN, ALMIRANTE JUAN FRANCISCO SEGUÍ, CORONEL APOLINARIO FIGUEROA, AVENIDA RAÚL SCALABRINI ORTIZ, PADILLA, ARÁOZ, CAMARGO, DARWIN, MUÑECAS, AVENIDA DORREGO, AVENIDA GUZMÁN, AVENIDA JORGE NEWBERY, AVENIDA CORRIENTES, OLLEROS, AVENIDA ÁLVAREZ THOMAS, HEREDIA, LA PAMPA, AVENIDA DOCTOR RÓMULO S. NAÓN, AVENIDA OLAZÁBAL, SUPERÍ, AVENIDA MONROE, AVENIDA MELIÁN, PEDRO IGNACIO RIVERA, WASHINGTON, NÚÑEZ, AVENIDA DOCTOR RICARDO BALBÍN, ESTOMBA, RUIZ HUIDOBRO, PLAZA, VEDIA,TRONADOR hasta PICO.
Desde Saavedra a Nueva Pompeya 
Desde PICO y TRONADOR por TRONADOR, RUIZ HUIDOBRO, DOCTOR RÓMULO S. NAÓN, MANZANARES, AVENIDA DOCTOR RICARDO BALBÍN, ROQUE PÉREZ, AVENIDA MONROE, PLAZA, AVENIDA OLAZÁBAL, AVENIDA DOCTOR RÓMULO S. NAÓN, LA PAMPA, AVENIDA FOREST, AVENIDA FEDERICO LACROZE, AVENIDA CORRIENTES, AVENIDA RAÚL SCALABRINI ORTIZ, MURILLO, MALABIA, LUIS VIALE, OLAYA, AVENIDA ÁNGEL GALLARDO, AVENIDA GAONA, MANUEL R. TRELLES, MÉNDEZ DE ÁNDES, AVENIDA TENIENTE GENERAL DONATO ÁLVAREZ, AVENIDA RIVADAVIA, ingreso a carriles exclusivos CENTRO DE TRASBORDO FLORES a la altura de la calle CARACAS, carriles exclusivos CENTRO DE TRASBORDO FLORES, salida de carriles exclusivos CENTRO DE TRASBORDO FLORES a la altura de la calle CONDARCO, AVENIDA RIVADAVIA, TERRADA, YERBAL, AVENIDA NAZCA, AVENIDA SAN PEDRITO, AVENIDA LAFUENTE, AVENIDA SAN PEDRITO, BALBASTRO, AVENIDA VARELA, AVENIDA PERITO MORENO, AVENIDA VARELA, AVENIDA FRANCISCO FERNÁNDEZ DE LA CRUZ, PORTELA, AVENIDA INTENDENTE FRANCISCO RABANAL, AVENIDA SÁENZ, ECHAURI hasta MOM.

## Lugares de interés
Algunos lugares que importantes que por los que la línea 76 hace su recorrido son:
- Puente Alsina
- Avenida Coronel Roca
- Estación Villa Soldati
- Estadio Pedro Bidegain
- Estadio Guillermo Laza
- Cementerio San José de Flores
- Hospital Piñero
- Plaza de los Virreyes
- Cid Campeador
- Estadio Don León Kolbovsky
- Estación Villa Crespo
- Cementerio de la Chacarita
- Estación Federico Lacroze
- Hospital Pirovano
- Estación Saavedra
- Dot Baires Shopping
- Fábrica Philips

## Estaciones de Subte que atraviesa
La 76 atraviesa las siguientes estaciones del Subte y el Premetro de Buenos Aires.
 Balbastro
 Intendente Saguier
 Plaza de los Virreyes - Eva Perón
 San Pedrito
 San José de Flores
 Carabobo
 Malabia - Osvaldo Pugliese
 Dorrego
 Federico Lacroze